# Silene bungei
Silene bungei är en nejlikväxtart som beskrevs av Gilbert François Bocquet. Silene bungei ingår i släktet glimmar, och familjen nejlikväxter. Inga underarter finns listade i Catalogue of Life.